# 萨默维尔 (马萨诸塞州)
萨默维尔（英語：Somerville），是美国马萨诸塞州米德爾塞克斯縣的一个城市，在波士顿以北。根据2000年人口普查，萨默维尔市的人口是77,478，人口密度列新英格兰地区之最。建于1842年。